# Odsherred

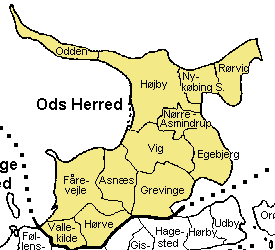
Übersicht über Odsherred

Odsherred bezeichnet ein Gebiet und (seit dem 1. Januar 2007) eine Großgemeinde im Nordwesten der dänischen Region Sjælland. Die beiden Inseln Sejerø und Nekselø gehören ebenfalls zu Odsherred. In der Großgemeinde Odsherred sind die früheren Gemeinden Dragsholm, Nykøbing-Rørvig und Trundholm aufgegangen. Die Gemeindefläche beträgt 355 km², die Einwohnerzahl (2006 pro forma) 32.890. Die Kommune ist Teil der Region Sjælland. 
Mitte des 18. Jahrhunderts wurde mit umfassenden Eindämmungsarbeiten zur Landgewinnung begonnen. In der Gegend um den Lammefjord wurden große Landflächen trockengelegt und werden heute erfolgreich für die Landwirtschaft genutzt.
Die ersten belegbaren Spuren menschlichen Lebens in Odsherred sind 9000 Jahre alt. Vor allem in den letzten hundert Jahren wurden zahlreiche Funde aus der Frühzeit gemacht, darunter ein Sonnenwagen und Hügelgräber, die man in der größten Dichte auf Sejerø finden kann. Daneben zeugen Burgruinen und Schloss Dragsholm, das älteste Schloss Dänemarks, von einer bewegten Vergangenheit.
Der größte Teil Odsherreds ist an der Küste gelegen. Vor allem Sejerø Bugt, Kattegat und Nyrup Bugt sind beliebte Badestrände. Bei Dänen ist die Region in den letzten Jahren zu einem beliebten Urlaubsziel geworden.